# Lirceus hargeri
Lirceus hargeri är en kräftdjursart som beskrevs av Leslie Raymond Hubricht och J.G. Mackin 1949. Lirceus hargeri ingår i släktet Lirceus och familjen sötvattensgråsuggor. Inga underarter finns listade i Catalogue of Life.